# كلاوس يوهانيس
كلاوس فيرنر يوهانيس (بالألمانية: Klaus Werner Iohannis) هو سياسي روماني ولد في يوم 13 يونيو 1959 في مدينة سيبيو في رومانيا. أنتخب في سنة 2014 ليصبح الرئيس الخامس لرومانيا بعد سقوط الشيوعية فيها وقد خلف ترايان باسيسكو. تنحدر أصول هذا الرئيس من ألمانيا وهو لوثري المذهب. وقد كان قائداً للجبهة الديمقراطية لألمان رومانيا وثُمَ أصبح رئيساً للالحزب الليبرالي القومي الروماني.
انتُخب يوهانيس عمدة لمدينة سيبيو (بالألمانية: هيرمانشتات) ممثلًا حزب المنتدى الديمقراطي للألمان في رومانيا في عام 2000. حقق يوهانيس نصرًا مفاجئًا وأعيد انتخابه محرزًا انتصارات ساحقة في دورات عام 2004 وعام 2008 وعام 2012، وذلك رغم تراجع عدد السكان الألمان في المدينة إلى أقلية صغيرة، في حين كان معظم سكانها في الماضي يتحدثون الألمانية. يعود الفضل إلى يوهانيس في تحويل سيبيو إلى إحدى أكثر الوجهات السياحية شعبيةً في رومانيا إذ اختيرت عاصمة للثقافة الأوروبية في عام 2007. أصبح يوهانيس عضوًا في الحزب الليبرالي الوطني (بّي إن إل) في شهر فبراير من عام 2013، وذلك عقب قبوله دعوة زعيمه الليبرالي كرين أنتونيسكو. سرعان ما انتُخب بعدها في منصب نائب الرئيس الأول للحزب، وأصبح في نهاية المطاف زعيمًا للحزب خلال السنة اللاحقة.
اتجهت أربع مجموعات سياسية من أصل المجموعات الخمس الموجودة في البرلمان أي باستثناء الحزب الديمقراطي الليبرالي (بّي دي إل) للرئيس ترايان باسيسكو لاقتراح اسمه مرشحًا لمنصب رئيس وزراء رومانيا في شهر أكتوبر من عام 2009. بيد أن باسيسكو رفض ترشيحه رغم اعتماد البرلمان لإعلان يدعم ترشيحه. أعيد ترشيحه لمنصب رئاسة الوزراء عن الحزب الليبرالي الوطني والحزب الديمقراطي الاجتماعي (بّي إس دي) في الانتخابات التي أقيمت في نفس العام.
كان يوهانيس أول رئيس روماني ينتمي لأقلية إثنية نظرًا لكونه من سكسون ترانسيلفانيا وهم جزء من الأقلية الألمانية الموجودة في رومانيا والتي استقرت في ترانسيلفانيا بدءًا من القرن الثاني عشر. انتُخب رئيسًا للمرة الأولى في عام 2014 وأعيد انتخابه فيما بعد في عام 2019.

## رئيسًا لرومانيا
تسلم يوهانيس منصبه بعد انتهاء ولاية ترايان باسيسكو يوم 21 ديسمبر. ركزت حملته الرئاسية على محاربة الفساد وتحسين النظام القضائي. كذلك كان يوهانيس من الداعمين لاتباع سياسة خارجية مؤيدة للغرب بشدة. صرح يوهانيس في ما يخص توحيد جمهورية مولدوفا مع رومانيا وهي من القضايا التي أثارت الكثير من النقاش خلال الحملة الانتخابية بأنه «أمر لا يمكن لأحد سوى بوخارست وكيشيناو قبوله» وأشار إلى أنه «يجب صقل هذه العلاقة الخاصة وتعزيزها ولا سيما من قِبلنا [الدولة الرومانية]». تخلى يوهانيس عن عضويته في الحزب الليبرالي الوطني بعيد تقلده لمنصبه، وذلك نظرًا لعدم سماح الدستور الروماني للرئيس بالانتماء رسميًا لأي حزب سياسي خلال فترة ولايته.
رفض مجلس النواب بمبادرة من كلاوس يوهانيس والحزب الذي تزعمه مسودة قانون أثارت خلافًا كبيرًا كان قد طرحها زعيم حزب الروما نيكولاي بون في ما يتعلق بمنح عفو عن بعض الجنح والعقوبات، وجاء ذلك بعدما طالب البّي إن إل اللجنة القضائية برفض مسودة القانون 17 مرة.
لاقى التعاون بين يوهانيس ورئيس الوزراء الاشتراكي فيكتور بونتا ثناءً من جانب الطرفين في بداية فترة تولي يوهانيس لسدة الرئاسة، بيد أن علاقة الاثنين تدهورت فيما بعد على أثر الزيارات التي قام بها رئيس السلطة التنفيذية للخارج دون إعلام الرئيس، ولكن ازدادت حدة تدهور العلاقة بعد الملاحقة الجنائية لفيكتور بونتا الذي واجه 22 تهمة فساد مزعومة بحقه وهو ما دفع يوهانيس للمطالبة باستقالته من منصبه رئيسًا للحكومة. اتخذت العلاقات مع البرلمان منحىً مشابهًا. انتقد يوهانيس البرلمان لدفاعه عن النواب من خلال رفضه للمطالب التي قدمتها المديرية الوطنية لمكافحة الفساد من أجل رفع الحصانة عنهم مثلما في حالة عضو مجلس الشيوخ من حزب بّي إس دي دان شوفا أو رئيس الوزراء فيكتور بونتا. أما بالنسبة للنظام القضائي فإن يوهانيس يعد من الداعين للمواظبة على مكافحة الفساد. وبالمثل فقد عبر يوهانيس عن عدم رضاه تجاه المحاولات الهادفة إلى تعديل قانون العقوبات. بادر يوهانيس على صعيد السياسة الخارجية إلى إنشاء منظمة بوخارست تسعة بالاشتراك مع الرئيس البولندي أندجي دودا خلال لقاء جمع الاثنين بتاريخ 4 نوفمبر عام 2015. كان ضم روسيا لشبه جزيرة القرم الأوكرانية وتدخلها في شرق أوكرانيا السبب الرئيسي وراء استحداث المنظمة. تتألف المنظمة من تسعة أعضاء ألا وهم كل من بلغاريا وجمهورية التشيك وإستونيا ولاتفيا وليتوانيا وبولندا ورومانيا وسلوفاكيا.
اعتاد الرئيس يوهانيس على إجراء مشاورات مع الأحزاب البرلمانية منذ توليه لمنصبه. عقِدت أول جولة مشاورات في يوم 12 يناير. كان الغرض من هذه النقاشات التوصل إلى اتفاق سياسي يضمن لوزارة الدفاع ميزانية لا يقل حدها الأدنى عن ما تعادل نسبته 2% من الناتج المحلي الإجمالي للبلاد بحلول عام 2017، وهو اتفاق وقعت عليه جميع الأحزاب. ركزت جولة المشاورات الثانية على الأولويات التشريعية الخاصة بالدورة البرلمانية الحالية وهي التصويت في المهجر وتمويل الحملات الانتخابية والأحزاب السياسية ورفع الحصانة البرلمانية. نظم يوهانيس مجموعة أخرى من المشاورات نظرًا لعدم تطبيق البرلمان للالتزامات التي تعهد بها يوم 28 يناير. تناولت المشاورات وضع القوانين الانتخابية، فضلًا عن مسألة رفض الطلبات التي قدمتها الجهات القضائية من أجل الموافقة على اعتقال وملاحقة نواب في البرلمان. ركزت مواضيع الاجتماعات الأخرى التي عقِدت بين الرئيس والأحزاب على حزمة قانون الأخ الكبير واستراتيجية الدفاع الوطني.

## الانتقاد
بعثت الوكالة الوطنية للإدارة المالية (إيه إن إيه إف) في فبراير عام 2016 إشعارًا بإخلاء مقرات محطتين تلفزيونيتين يملكهما دان فويكوليسكو الذي حكِم عليه بالسجن لمدة عشر سنوات في قضية فساد تعود لشهر أغسطس من عام 2014 وتبلغ قيمة الأضرار الناجمة عنها 60 مليون يورو. وفي هذا الصدد، وصف يوهانيس المقاربة التي انتهجتها إيه إن إيه إف في قضية تلفزيون أنتينا بـ«الطائشة وغير اللائقة» وأضاف بأنه «لا يمكن قمع حرية التعبير في الإعلام لأسباب إدارية تافهة». قوبل موقف يوهانيس بموجة من الانتقادات من جانب مؤيديه وعدة شخصيات عامة. وفي سياقٍ مشابه، وصف يوهانيس مقاربة الاتحاد مع مولدوفا بكونها «أقل جدية» في سياق صراع ترانسنيستريا، وذلك بالنظر إلى الاختلافات ما بين رومانيا ومولدوفا في ما يتعلق بالاستقرار الاقتصادي ومكافحة الفساد معتبرًا بأنه يمكن مناقشة الأمر بعد استقرار الأمور في البلدين. أثار التصريح سخط دعاة الوحدة الذين اتهموه بالدهماوية نظرًا لإبدائه موقفًا مؤيدًا في هذه القضية خلال حملته الانتخابية في عام 2014. تغيب يوهانيس عن جلسة عامة للتصويت على مسألة بيسارابيا في الذكرى المئوية لاتحادها مع رومانيا في شهر مارس من عام 2018.
يعد يوهانيس المسؤول رقم واحد عن الأزمة السياسية الرومانية لعام 2021 حتى أن نتائج استطلاع للرأي أجرته كيرس بدءًا من شهر نوفمبر عام 2021 أظهرت أن نسبة 35% ممن شملهم الاستطلاع قالوا بأنه السبب الرئيسي في الأزمة آنفة الذكر. يعتبره النقاد مسؤولًا عن استبعاد حزب اتحاد أنقذوا رومانيا من الحكومة، وذلك رغبةً منه في إعادة البّي إس دي للسلطة. وقع هذا بعد تشكيل الائتلاف الوطني من أجل رومانيا وأداء حكومة تشوكا لليمين الدستورية يوم 25 نوفمبر عام 2021. وعلى نحو غير مفاجئ، أشاد يوهانيس بالائتلاف الجديد بعد شهرين من ذلك قائلًا بأن «الطبقة السياسية الرومانية أظهرت نضوجًا ديمقراطيًا». كذلك تعرض لانتقادات بسبب تصريحاته اللاذعة التي وجهها للبّي إس دي خلال فترة حكم ائتلاف بّي إس دي-إيه إل دي إي. دعا يوهانيس الناس للتصويت في انتخابات عام 2020، وقطع وعدًا بالتخلص من البّي إس دي. بدأت العديد من الشخصيات العامة في رومانيا ممن كانت داعمة لكلاوس يوهانيس في السابق بتوجيه انتقادات له. اشتمل هؤلاء النقاد على كل من فلاديمر تيسمانانو وتودور كيريلا ورادو باراسكيفسكو وميرتشا كارتاريسكو وأندريه أويشتانو وآدا سولومون وماريوس مانوليه وكريستيان تودور بوبيسكو وغابرييل ليتشانو.

## روابط خارجية
- كلاوس يوهانيس على موقع IMDb (الإنجليزية)
- كلاوس يوهانيس على موقع الموسوعة البريطانية (الإنجليزية)
- كلاوس يوهانيس على موقع مونزينجر (الألمانية)
- كلاوس يوهانيس على موقع قاعدة بيانات الفيلم (الإنجليزية)